# Alhuey
Alhuey är en ort i Mexiko.   Den ligger i kommunen Angostura och delstaten Sinaloa, i den västra delen av landet, 1 100 km nordväst om huvudstaden Mexico City. Alhuey ligger 26 meter över havet och antalet invånare är 2 686.
Terrängen runt Alhuey är platt. Runt Alhuey är det ganska tätbefolkat, med 139 invånare per kvadratkilometer. Närmaste större samhälle är Guamúchil, 10,4 km nordost om Alhuey. Trakten runt Alhuey består till största delen av jordbruksmark.